# Parque de Can Vidalet
El parque de Can Vidalet es uno de los espacios verdes que tiene Esplugas de Llobregat. Se encuentra en un área densamente poblada: el barrio de Can Vidalet que le da nombre tiene cerca de 15 000 habitantes de los casi 50 000 de Esplugas, y el barrio adyacente de Pubilla Casas de Hospitalet de Llobregat cuenta con poco menos de 30 000 habitantes.

## Ubicación

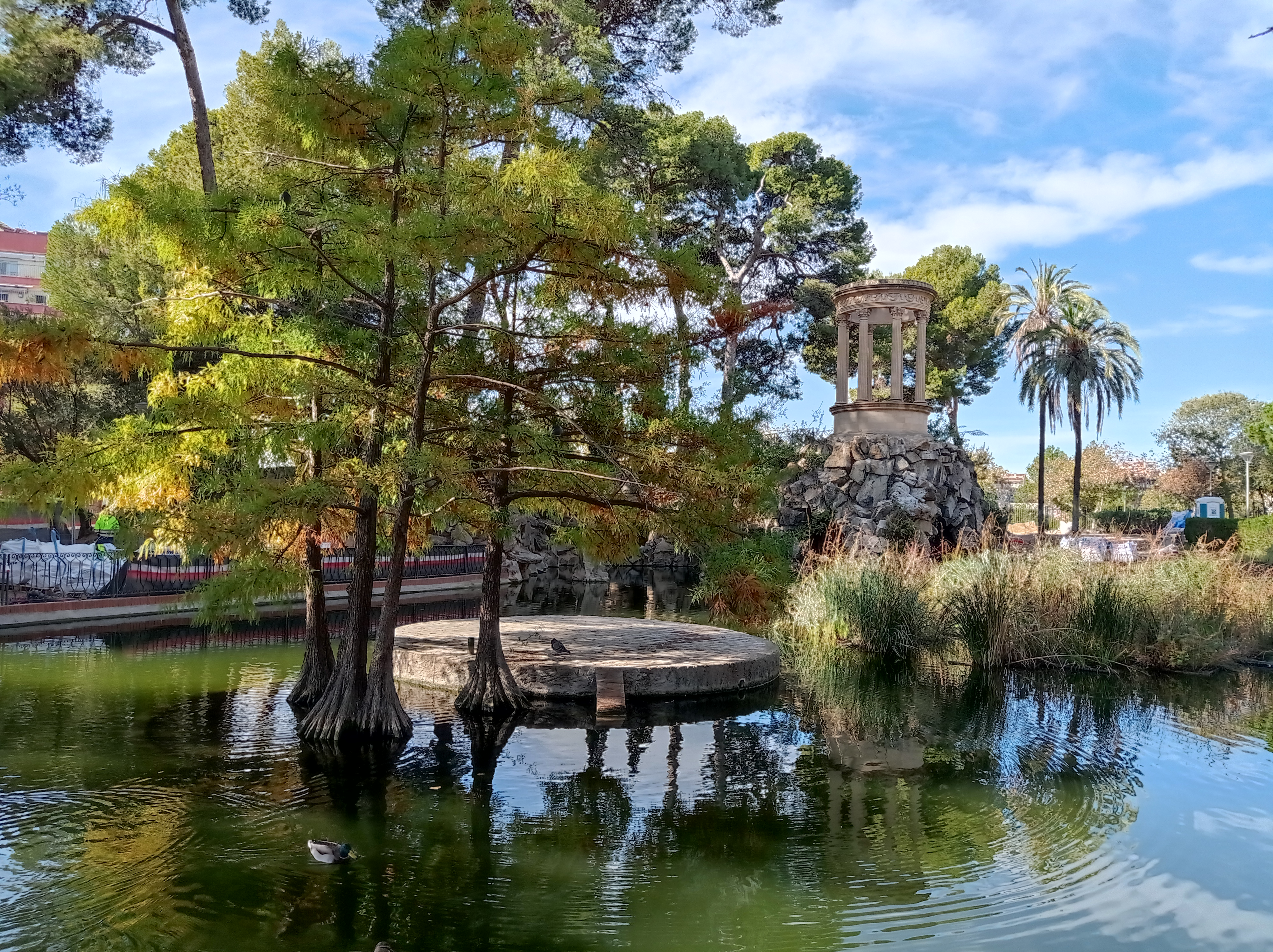
Lago romántico

El parque de Can Vidalet se encuentra en el término municipal de Esplugas de Llobregat. El lugar donde se sitúa el parque, en la parte baja de Esplugues, cerca del límite con Hospitalet, fue, hasta los años 50, una zona de tierras fértiles dedicadas principalmente a conreos de secano. El proceso de industrialización, con la consiguiente llegada de población migrante, conllevó una radical transformación del paisaje. Hoy, la masa verde del parque de Can Vidalet es una isla que resalta extraordinariamente entre la densa trama urbana y los importantes ejes viarios que lo envuelven (la carretera N-340, la Ronda de Dalt y la autopista B-23), y constituye una aportación imprescindible de calidad ambiental y paisajística.

## Descripción
Can Vidalet es uno de los jardines históricos más emblemáticos de la red de parques metropolitanos y el espacio verde urbano más importante de Esplugas de Llobregat. Además de ser un lugar para el descanso, el ocio y la aproximación a la naturaleza, ofrece la posibilidad de disfrutar y aprender de los valiosos elementos antiguos que guarda celosamente (el palacete, el lago, el estanque, el lavadero, la vegetación, etc.)  y de su característica organización del espacio. Esta tipología de jardín combina diseños geométricos, cerca de las casas, con otros de vegetación casi espontánea sobre un relieve creado artificialmente, que pretende imitar el paisaje natural. El agua es un elemento fundamental, distribuida por todos los rincones por una red de pequeños canales. Cascadas y surtidores aportan el sonido al conjunto visual. Entre la vegetación predominan las especies autóctonas, con una importante presencia de encinas y pinos blancos, muchos de ellos centenarios y de porte excepcional.
El parque cuenta con varias esculturas: Maternidad (Eulàlia Fàbregas de Sentmenat, 1966), Solo quiero llegar a ser lo que no soy (Juan Ignacio Lomas, 2007) y una Ninfa de autor desconocido situada en un pequeño estanque.

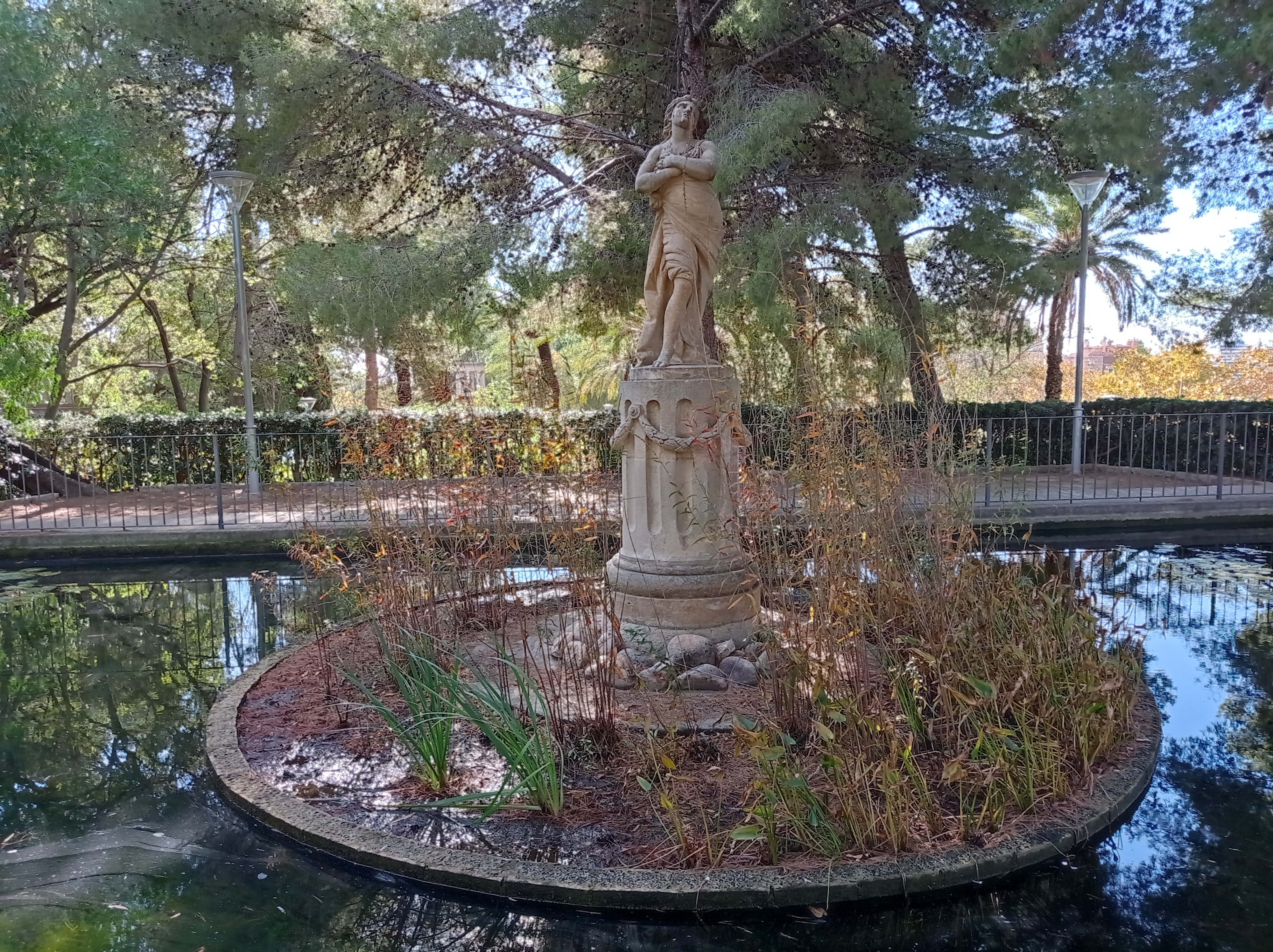
Ninfa
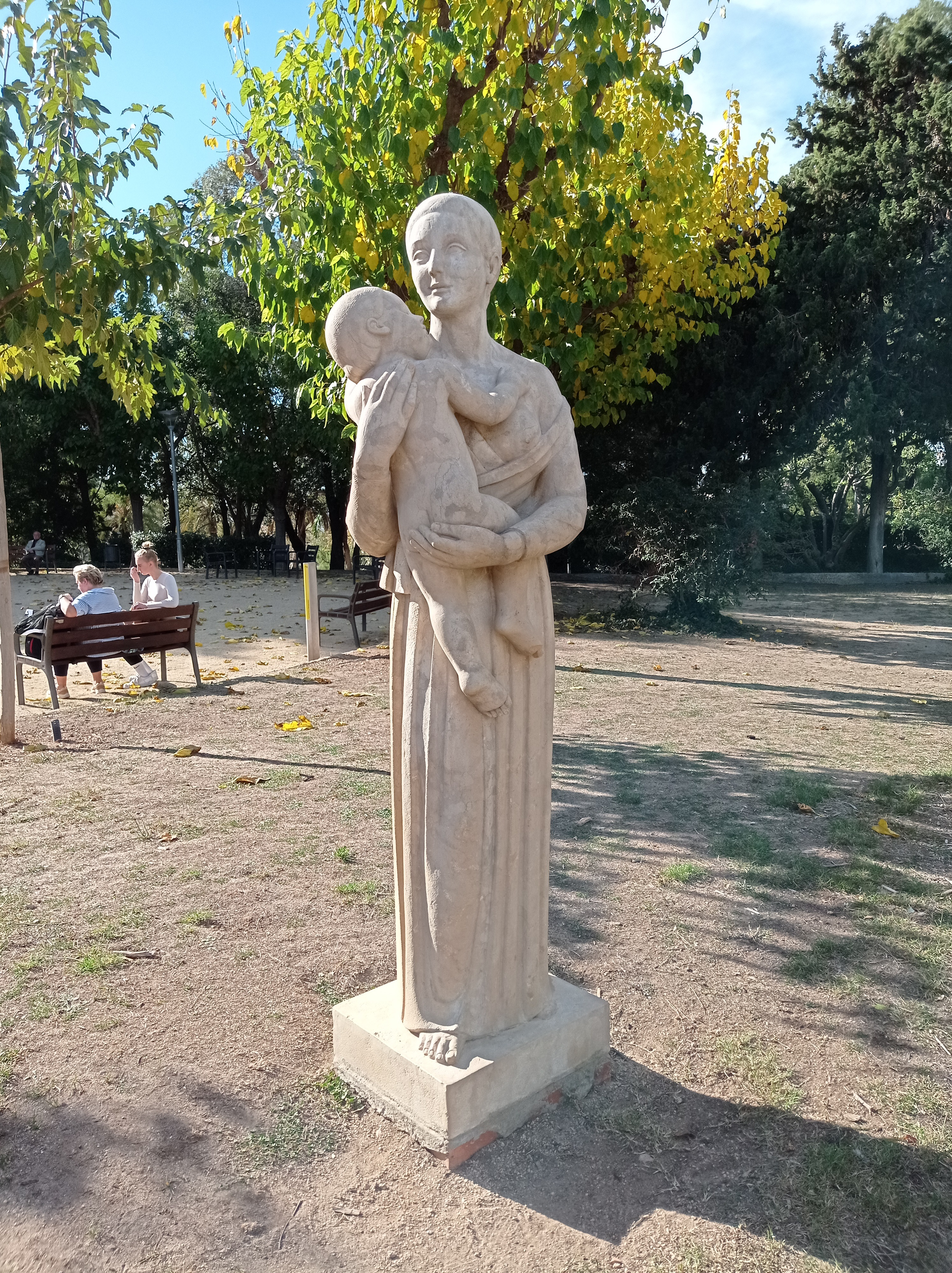
Maternidad
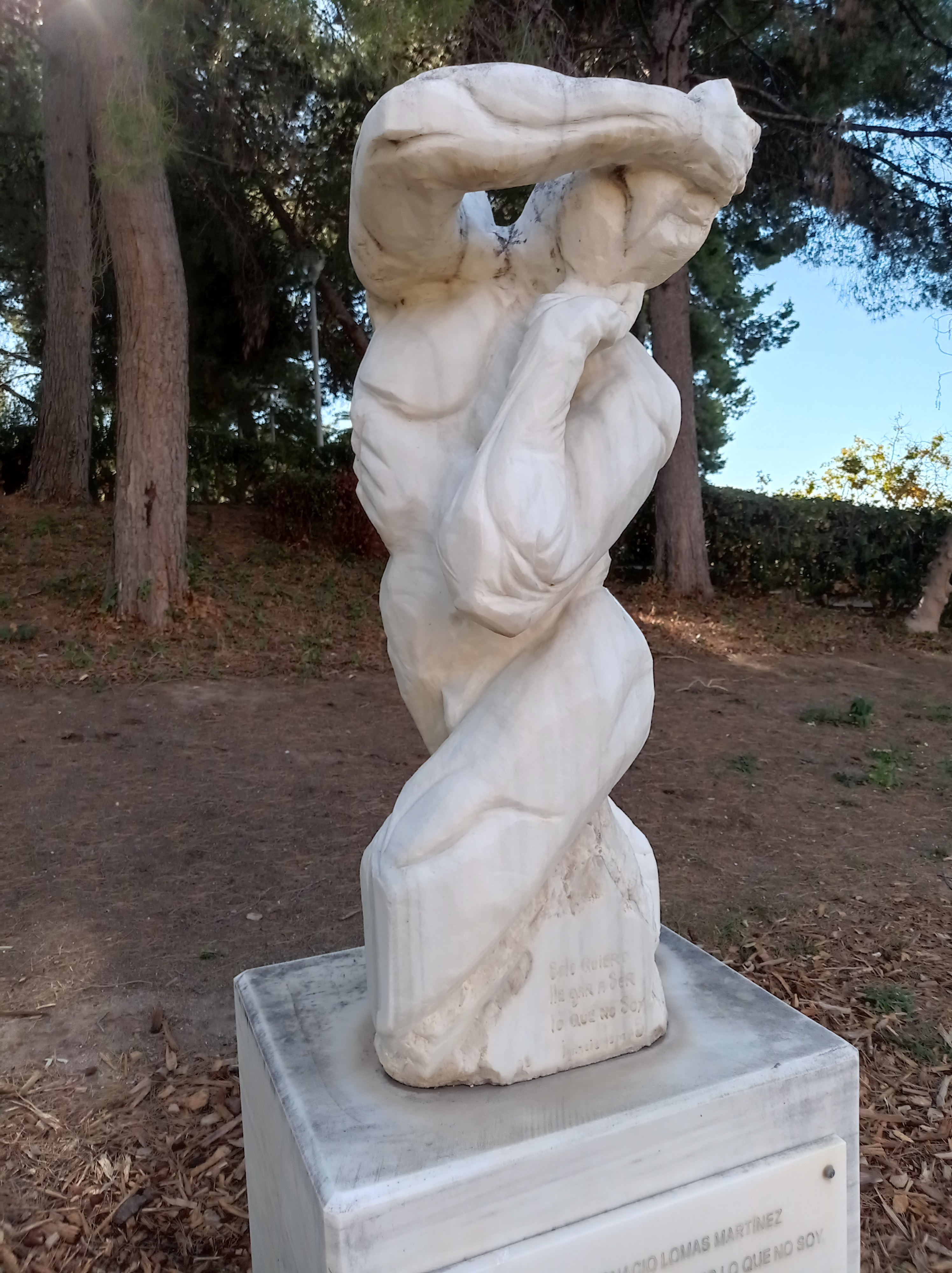
Solo quiero llegar a ser lo que no soy

## Zonas
Se divide en diversas partes:
- Zona A: El Palacete
- Zona B: El Lago
- Zona C: El Lavadero
- Zona D: El Turó (Cerro)